# Helgi Abrahamsen
Helgi Abrahamsen (Fuglafjørður, 1966. november 24. –) feröeri politikus, a Sambandsflokkurin tagja.

## Pályafutása
1999 és 2008 között a párt titkára volt. Ebben az évben lett a Løgting tagja Kaj Leo Johannesen helyett.

## Magánélete
Szülei Óli és Sólrun Abrahamsen. Feleségével, a strenduri származású  Oddbjørg Abrahamsennel és három gyermekükkel együtt Strendurban él.

## Fordítás
- Ez a szócikk részben vagy egészben a Helgi Abrahamsen című norvég Wikipédia-szócikk ezen változatának fordításán alapul.  Az eredeti cikk szerkesztőit annak laptörténete sorolja fel. Ez a jelzés csupán a megfogalmazás eredetét és a szerzői jogokat jelzi, nem szolgál a cikkben szereplő információk forrásmegjelöléseként.